# Rakovski, Razgrad
Rakovski (în bulgară Раковски) este un sat în comuna Razgrad, regiunea Razgrad,  Bulgaria. 

## Demografie
Componența etnică a satului Rakovski
     Turci (69,04%)
     Bulgari (3,84%)
     Romi (13,34%)
     Nicio identificare (13,77%)
La recensământul din 2011, populația satului Rakovski era de 2.106 locuitori. Din punct de vedere etnic, majoritatea locuitorilor (69,04%) erau turci, existând și minorități de romi (13,34%) și bulgari (3,84%). Pentru 13,77% din locuitori nu este cunoscută apartenența etnică.